# Islandiana princeps
Islandiana princeps là một loài nhện trong họ Linyphiidae.
Loài này thuộc chi Islandiana. Islandiana princeps được miêu tả năm 1932 bởi Braendegaard.